# Боннар, Марк
Ричард Марк Боннар (англ. Richard Mark Bonnar; род. 19 ноября 1968, Эдинбург, Шотландия) — шотландский актер театра и кино. Он наиболее известен по ролям Макса МакКала в сериале «Вина», Данкана Хантера в «Шетланд», Доктора Робинсона в «Гранчестер», Криса в «Катастрофа», Джимми в «Доктор Кто», Пола Смита в «Викторина» и озвучением Эдварда «Черная Борода» Тича в игре Assassin’s Creed IV: Black Flag

## Личная жизнь
Боннар родился в Эдинбурге в семье энвайронмента Стэна Боннара и его жены Розы. Его отец работал городским художником в Новых городах Шотландии. Марк провел свое детство в Стоунхаусе, Южный Ланаркшир, посещая начальную школу Стоунхауса. К 1981 году семья переехала в Эдинбург, и Марк поступил в Академию Лейта. 28 декабря 2007 года он женился на актрисе Люси Гаскелл. Их первый ребенок, Марта, родилась в июле 2011 года, а второй, Сэмюэль, — в июне 2015 года.

## Избранная фильмография
| Год        | Русское название                | Оригинальное название           | Роль                  |
| ---------- | ------------------------------- | ------------------------------- | --------------------- |
| 2011       | Доктор Кто                      | Doctor Who                      | Джимми/двойник Джимми |
| 2013       | Assassin’s Creed IV: Black Flag | Assassin’s Creed IV: Black Flag | Черная Борода         |
| 2013- н.в. | Шетланд                         | Shetland                        | Данкан Хантер         |
| 2014       | Гранчестер                      | Grantchester                    | Доктор Робинсон       |
| 2015-2019  | Катастрофа                      | Catastrophe                     | Крис                  |
| 2016       | Battlefield 1                   | Battlefield 1                   | Townsend              |
| 2019       | Рожденный стать королем         | Billionaire Ransom              | Мистер Джефрисс       |
| 2019       | Вина                            | Guilt                           | Maкс МакКала          |
| 2020       | Викторина                       | Quiz                            | Пол Смит              |
| 2021       | Операция «Мясной фарш»          | Operation Mincemeat             | джок Хорсфейл         |
| 2022       | Литвиненко                      | Litvinenko                      | Клайв Тиммонс         |
| 2022       | Буровая установка               | The Rig                         | Олвин Эванс           |
| 2023       | Наполеон                        | Napoleon                        | Андош Жюно            |